# Elènia grossa de Jamaica
L'elènia grossa de Jamaica (Elaenia fallax) és un ocell de la família dels tirànids (Tyrannidae).

## Hàbitat i distribució
Viu als clars del bosc, boscos de pins i matolls, a les muntanyes de Jamaica i la Hispaniola.

## Taxonomia
Aquesta espècie està formada per dues subespècies:
- E. f. fallax	Sclater, PL, 1861, que habita a Jamaica.
- E. f. cherriei Cory, 1895.propia de la Hispaniola.

Alguns autors però, consideren que son espècies diferents:
- Elènia grossa de Jamaica[2](Elaenia fallax, sensu stricto).
- Elènia de la Hispaniola[3](Elaenia cherriei).